# Blady Kris
Blady Kris, właśc. Krzysztof Kadela (ur. 1986 w Szczecinku) – polski beatbokser i konferansjer, współtwórca zespołów Bruk Braders, Punkt Widzenia Kru, Zulu Kingz, Komercyjna Zbrodnia i Blady Ser. Laureat pierwszych Mistrzostw Polski WBW Beatbox Battle. Prezes Stowarzyszenia Polskiego Beatboksu (Polish Beatbox Association).
W 2008 wziął udział w przesłuchaniach do pierwszej edycji programu TVN Mam talent!, ostatecznie doszedł do finału programu. W 2010 współprowadził teleturniej telewizji Polsat – 7420 Milion od Zaraz.
W 2011, wraz z formacją Bruk Braders, wziął udział w programie Polsatu Must Be the Music. Tylko muzyka, w którym zajął trzecie miejsce w finale. Wystąpił gościnnie na płytach wykonawców, takich jak: Maciora, Kolektyf, DJ Decks, RNS, Masala, Baron oraz Robert M.

## Nagrody i wyróżnienia
- 1. miejsce w Mistrzostwach Polski WBW Beatbox Battle 2004[6]
- 5. miejsce w Mistrzostwach Polski WBW Beatbox Battle 2005[7]
- 2. miejsce w Mistrzostwach Polski WBW Beatbox Battle 2006[8]

## Dyskografia
Albumy solowe
- Beatbox Rocker (2014, Aloha Entertainment)[9]

Występy gościnne
- Maciora – I tak Ci to ukradną (2005, Saport Nagrania, utwory: „Beatbox 1” feat. Blady Kris, „Coś napisać” feat. Blady Kris, „Beatbox 2” feat. Blady Kris, „I tak Ci to ukradną” feat. Blady Kris, „Beatbox 3” feat. Blady Kris, „Beatbox 4” feat. Blady Kris)[10]
- Kolektyf – Red Eye Crew (2006, nielegal, utwory: „Introdukcja Blady Kris Dub Plate” feat. Blady Kris, „DJ Wojna Vs Blady Kris (Skit)” feat. Blady Kris)[11]
- DJ Decks – Mixtape 4 (2008, Fonografika, utwory: „Beatbox 1” feat. Blady Kris, „Beatbox 2” feat. Blady Kris)[12]
- RNS – Kontakty Mixtape (2009, nielegal, utwór: „Blady Kris Vs. DJ War Outro” feat. Blady Kris)[13]
- Baron – Nic do ukrycia (2009, nielegal, utwór: „To wszystko” feat. Paluch, Blady Kris)[14]
- Robert M – Taxi (2009, Sony Music, utwór: „Jak mam żyć?” feat. Czarny HiFi, Jędker, Blady Kris, DJ Deszczu Strugi)[15]
- Ten Typ Mes – Trzeba było zostać dresiarzem (2014, Alkopoligamia.com, utwór: „Ochroniarz Patryk”)[16]

Kompilacje różnych wykonawców
- Rap Propaganja Vol.2 – Diss na rząd (2009, Protest Song, utwór: Blady Kris – „Intro”)[17]